# .asia
.asia（英語：Asia）是互联网域名系统中赞助类顶级域的一种，专门为亚太地区指定的专用域名。主要服务于希望在上述地区开展活动的个人、公司或组织机构。

## 历史沿革
- 2003年6月26日，在蒙特利尔召开的互联网名称与数字地址分配机构（ICANN）董事会会议上，董事会指导ICANN工作人员邀请公众对两天前颁布的赞助类顶级域草案发表意见，尤其是针对“提案征询（RFP）是否应仅向已于2000年11月发起过赞助类顶级域申请的申请人开放”这个问题。公众意见记录可在ICANN网站查阅[4]。同时，董事会还讨论ICANN应在多长的时间框架内处理新顶级域申请。
- 2003年10月29日，ICANN通用名称支持组织（GNSO）呼吁董事会为赞助类顶级域启动一个临时性的处理[5]。
- 2003年12月15日，ICANN正式宣布了赞助类顶级域的提案征询[5]。
- 截至2004年3月16日，ICANN共收到10份新赞助类顶级域申请，共提议9个新域：.asia、.cat、.jobs、.mail、.mobi、.post、.tel、.travel和.xxx[6]。
- 2004年7月12日，ICANN下属的三个评估小组对.asia做出了评审。技术评估小组认为.asia申请“可以通过”，并注明DotAsia公司选用的后端运营方，即艾斐域公司，是“著名注册局和有着良好记录的DNS运营商，运营符合甚至超出ICANN标准。”；商业评估小组也认定DotAsia公司达到提案征询规定的商业和金融标准，“可以通过”，“令人印象深刻的地方社区的努力”以及“清晰展示自身实现一个稳健和拥有足够资源能力”；但赞助和社区价值评估小组认为申请人不符合提案征询中声明的「赞助和其他问题」章节的要求。该小组认为“虽然未达到要求，但部分意见是合理和创新的。”团队表示，考虑到亚洲地区的范围和多样性，顶级域定义的“亚洲社区”似乎并不清晰，同时“对该顶级域字样能够在中东和南太平洋地区得到广泛认同表示怀疑，相关地区的注册人可能无法将自身与.asia联系起来”。
- 2004年7月31日，ICANN致函DotAsia并汇报了评估小组的意见。在信中，ICANN鼓励DotAsia从相应亚洲国家的首脑机构获取支持。9月15日，DotAsia就之前评估意见向ICANN做出详尽回复，并在10月26日向董事会提供了申请总结材料，其中包含一份支持.asia申请的亚洲国家和地区顶级域详尽名单。
- 2004年12月10日，DotAsia提供了一份主题是“缓解「ICANN政府咨询委员会国家和地区代码顶级域名原则」的关注”（Mitigating Concerns Regarding GAC ccTLD Principles.）的信件，对.asia顶级域倡议的更新也于2005年1月24日发送给ICANN董事会。
- 2005年2月18日，ICANN董事会首次讨论.asia的申请[7]。会上有意向要拒绝该申请，但最终以3支持-6反对-3弃权不得而终。此次会议并没有通过申请，但也没有拒绝，没有任何解决方案。
- 2005年5月3日，ICANN董事会以12-0全票通过解决方案，要求ICANN员工从DotAsia获取有关「ICANN政府咨询委员会国家和地区代码顶级域名委托和管理原则」8.3章节（Section 8.3 of the ICANN Government Advisory Committee's Principles for Delegation and Administration of ccTLDs）的额外合规信息[8]，期限为90天。
- 2005年8月5日，DotAsia根据要求向ICANN董事会补充了与亚洲多国政府联系的信息。
- 2005年12月4日，在审核了上述信息和材料后，ICANN董事会议许可并启动与DotAsia在商业和技术方面的谈判[9]。
- 2006年7月18日，ICANN董事会向下属员工表明意向，将发布包括.asia注册局许可协议在内的多个顶级域许可协议[10]，并称相关文件在30天内公布于众。
- 2006年7月28日, ICANN宣布谈判结束并向公众发布提议的.asia注册局许可协议[11]。
- 2006年9与7日，董事会开会简单讨论了公众对.asia注册局许可协议的意见。9月25日，董事会传达意向[12]并指引DotAsia针对公众意见其中的两个作出答复[13]。
- 2006年10月18日，ICANN董事会特别会议认为“对许可协议的批准和委派.asia赞助类顶级域给DotAsia有益于ICANN和整个互联网社群”[14]。
- 2006年12月6日，ICANN和DotAsia签署.asia注册局许可协议（页面存档备份，存于）。翌日，ICANN在巴西圣保罗市举办的2006年度会议上正式发布该消息[15]。
- 2007年2月23日，DotAsia向IANA递交了委派模板。不过由于名称服务器存在故障，IANA出于管理关闭了递交请求，并建议DotAsia在解决故障后重新递交。
- 2007年3月9日，DotAsia重新递交了委派模板。IANA提示仍有一个名称服务器存在技术故障。在3月9日至4月10日间，DotAsia花费时间解决了该问题。4月10日，DotAsia又向IANA递交了委派模板[5]。
- 2007年7月11日，.asia推出先锋期注册计划[16]。同年10月9日面向公众啟用[17][18]。
- 2017年7月15日起，不再要求注册人提供位于亚洲的特许资格声明人（CED）或管理员（CEA）地址，.asia域名正式面向全球开放注册[19]。

## 各方观点
在.asia推出之时，DotAsia曾向名人或公司赠送.asia域名。例如演员甄子丹获得donnieyen.asia；电影长江七号获得cj7.asia。注册局认为对亚洲地区名人保留相应域名，“有助于保护自己的个人品牌﹑作品或知识产权”；许多使用传统顶级域（例如.com）的企业转向.asia有助于彰显其与亚太地区的紧密联系。不过，也有观点认为它只是一个噱头。

## 外部連結
- .asia域名whois工具（页面存档备份，存于）（英文）